# Homicídio
Homicídio é o ato que consiste em uma pessoa matar a outra. O homicídio pode ser dividido em diferentes subcategorias, como o infanticídio, a eutanásia, a pena de morte e a legítima defesa; que dependem da circunstância em que ocorreu a morte. Estas espécies de homicídio são tratadas diferentemente entre as sociedades, que considera crime a maioria delas. No entanto, o homicídio pode deixar de ser punido, por exemplo nos casos excludentes de ilicitude e culpabilidade como por exemplo o estado de necessidade e a legítima defesa; ou até mesmo ser incentivado e ordenado pelo Estado, no caso da pena de morte.
Inegavelmente, o homicídio doloso é a mais chocante violação do senso moral médio da humanidade civilizada, segundo ensina Nelson Hungria. Conforme lembra o mesmo, mencionando a definição de Carmignani, caracteriza-se pela "violenta hominis caedes ab hominis injuste patrata", ocisão violenta de um homem injustamente praticada por outro homem (vale lembrar que alguns homicídios são "justos" do ponto de vista legal, por exemplo, se decorrente de defesa pessoal).
Para Fernando Capez:
Homicídio é a morte de um homem provocada por outro homem. É a eliminação da vida de uma pessoa praticada por outra. O homicídio é o crime por excelência. "Como dizia Impallomeni, todos os direitos partem do direito de viver, pelo que, numa ordem lógica, o primeiro dos bens é o bem vida. O homicídio tem a primazia entre os crimes mais graves, pois é o atentado contra a fonte mesma da ordem e segurança geral, sabendo-se que todos os bens públicos e privados, todas as instituições se fundam sobre o respeito à existência dos indivíduos que compõem o agregado social".
Ademais, a Constituição da República, tanto a portuguesa quanto a Brasileira, insere o Direito a proteção do Direito à vida como um dos fundamentos do Estado de Direito. Dessa forma o poder público tem como dever primordial proteger este direito.

## Homicídio na Legislação Penal Brasileira

### Sujeitos do tipo
O Sujeito ativo deste delito é sempre uma pessoa física, trata-se de crime comum, o qual pode ser praticado por qualquer pessoa. As pessoa jurídica (fundações e corporações) ou um objeto jamais poderão ser punidos por homicídio de acordo com a legislação brasileira, assim também como com a portuguesa.

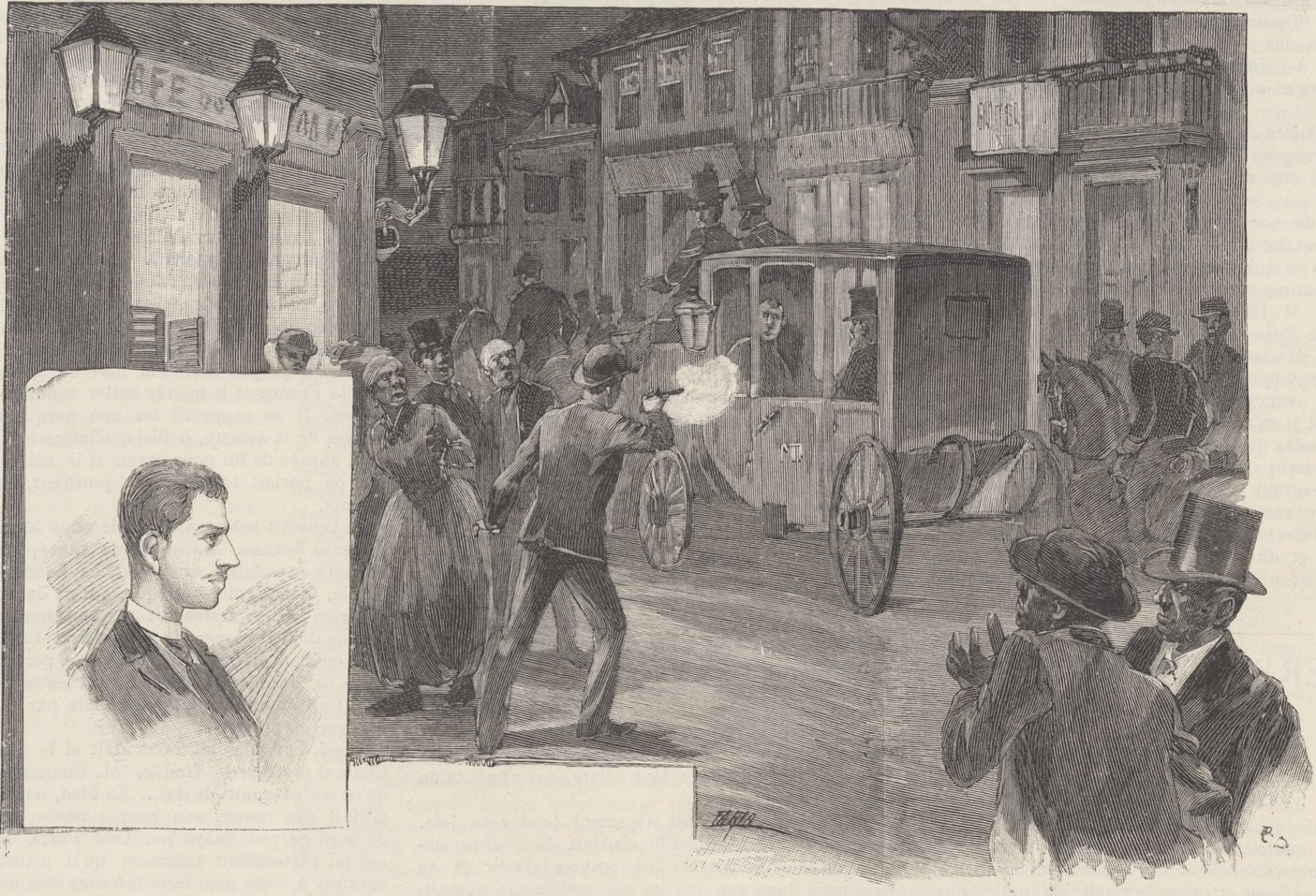
Tentativa de homicídio do Imperador do Brasil, D. Pedro II (Atentado de Julho de 1889), por Adriano Valle (em destaque).

Da mesma maneira, como o sujeito passivo do crime é também uma pessoa física, considerada como tal o filho de uma humana nascido vivo. Para aferir os sinais de vida, tanto na legislação brasileira quanto na portuguesa adota-se a realização da docimasia hidrostática de Galeno. Durante ou logo depois do nascimento com vida, pode ser infanticídio, quando a mãe que comete a conduta delitiva acometida pelo estado puerperal ou homicídio, se cometido por terceira pessoa ou mesmo pela mãe não acometida pelo estado puerperal.
Destaca-se que não há crime quando o feto é natimorto, por inidoneidade do objeto.
Ninguém poderá ser condenado como incurso nas sanções do artigo 121/CPB quando for o responsável por matar um animal ou tirar qualquer outro tipo de vida por falta de tipicidade.
O dolo do tipo consiste duma vontade livre e consciente ao passo que o culposo ocorre quando se tem a responsabilidade mas não a intenção de matar. Não comete um homicídio, por exemplo, o agente que mata outrem com o fim de subtrair seus pertences (no caso, comete um latrocínio).
Pode ser levado a efeito tanto com uma ação, como por uma omissão (ex: deixar de alimentar o filho, causando-lhe a morte). No primeiro caso, classifica-se como crime comissivo; no último, como omissivo impróprio. Também pode ser realizado de forma direta ou indireta e usando meio físico ou psíquico.

### Objeto jurídico
O bem jurídico protegido é a vida humana extrauterina. Evidentemente o conceito de vida e morte variam de acordo com as descobertas da Medicina e a posição filosófica dominante. Atualmente, o Brasil considera como morto aquele que não mais apresenta atividade cerebral, a chamada morte encefálica, não mais prevalecendo a antiga noção que estaria configurado o quadro morte com a parada cardíaca ou respiratória.
A morte não se presume, particularmente porque o homicídio é um crime material, ou seja, crime que exige o exame de corpo de delito.
Embora a regra é pela não presunção da morte, casos há em que a prova se torna de difícil execução, razão pela qual o próprio código de processo penal, estabelece no artigo 167, "Não sendo possível o exame de corpo de delito, por haverem desaparecido os vestígios, a prova testemunhal poderá suprir-lhe a falta". Há casos em que o corpo pode não ser localizado, em virtude de ter sido o crime cometido com a ocultação do cadáver, para dificultar a investigação. Dessa forma o Juiz deverá avaliar as provas carreadas nos autos, e tendo convicção de que houve o homicídio, poderá julgar o homicídio.

### Homicídio simples
Será simples todo homicídio que não for qualificado ou privilegiado, ou seja, que é cometido buscando o resultado morte, sem qualquer agravante no crime. Um homicídio cometido pelas costas da vitima ou com ela dormindo, por exemplo, deixa de ser simples, por não ter sido dado a ela chance de defesa.

#### Causas de aumento de pena
No Direito Penal Brasileiro, é causa de aumento de pena se a vítima for menor de 14 anos de idade ou maior de 60 anos de idade, conforme estipulações do ECA e do Estatuto do idoso, respectivamente. Critica-se o uso do termo "menor" por sua imprecisão terminológica, sendo que a legislação deveria adotar o termo "não mais de 14 anos" para delimitar, em respeito ao princípio da tipicidade, o momento inicial da aplicação desta qualificadora.

### Homicídio qualificado
O homicídio em sua forma qualificada é o crime com a maior pena (12 a 30 anos) no direito penal brasileiro e é considerado hediondo (juntamente com o homicídio praticado em grupo de extermínio) inserindo-se no mesmo rol em que se encontram o estupro, o latrocínio, a extorsão mediante sequestro, etc. Está previsto no § 2º do art. 121 do Código Penal brasileiro.
São estes os elementos que qualificam o homicídio:
- cometer o crime mediante paga ou promessa de recompensa, o chamado assassínio ou homicídio mercenário. A recompensa não precisa ser real ou financeira (corrente minoritária). Para a corrente majoritária, essa promessa de recompensa deve ter caráter econômico e, mesmo que não seja efetivada, o homicídio permanece qualificado, pois o que importa é a motivação do crime;
- cometer o crime por motivo torpe;
- cometer o crime por motivo fútil, que caracteriza-se pelo homicídio como resposta a uma situação desproporcionalmente pequena, como por exemplo, matar alguém porque a vitima estava falando alto;
- empregar veneno, fogo, explosivo, asfixia, tortura ou outro meio insidioso ou cruel, ou de que possa resultar perigo comum. Ressalte-se que existe a tortura com morte preterdolosa, que não é um tipo de homicídio qualificado;
- cometer homicídio à traição, de emboscada ou mediante dissimulação ou outro recurso que dificulte ou torne impossível a defesa do ofendido;
- cometer o crime para assegurar a execução, a ocultação, a impunidade ou vantagem de outro crime, o chamado homicídio por conexão;
- Feminicídio (incluído pela Lei nº 13.104, de 2015): previsto no inciso VI do § 2º, ocorre quando o crime é cometido contra a mulher por razões da condição de sexo feminino, quais sejam: I - violência doméstica e familiar; II - menosprezo ou discriminação à condição de mulher.[5]
- Homicídio Funcional (incluído pela Lei nº 13.142, de 2015): previsto no inciso VII do § 2º, ocorre quando o crime é cometido contra membros das Forças Armadas, segurança pública, integrantes do sistema prisional e da Força Nacional de Segurança Pública, no exercício da função ou em decorrência dela, ou contra seu cônjuge, companheiro ou parente consanguíneo até terceiro grau, em razão dessa condição[6].

Nota: diferentemente do que ocorre em outros países, a premeditação não é circunstância qualificadora na medida em que pode demonstrar, inclusive, resistência do agente a cometer crime.

### Homicídio privilegiado
Por outro lado, se a prática da infração é motivada por relevante valor social ou moral, ou se esta é cometida logo após injusta provocação por parte da vítima, a pena pode ser minorada de 1/6 até 1/3 da pena. Embora a Lei diga que é apenas uma possibilidade, tem prevalecido a tese da obrigatoriedade da redução da pena, em virtude da aplicação dos princípios gerais de Direito Penal, que compelem ao intérprete da Lei a fazê-lo da forma mais favorável ao réu.
O valor social que torna o homicídio privilegiado é aquele percebido pela moralidade comum, e não do agente. Assim, embora o homicida acredite estar operando sob forte princípio ético, este deve ser compatível com a moralidade média, objetivamente verificável, sob pena de não ser aplicável a diminuição de pena.
É importante destacar que quando as circunstâncias de privilégio são de caráter subjetivo, estas não se comunicam ao co-autor do crime.
Os Tribunais brasileiros têm enquadrado, embora esta não seja ainda jurisprudência pacífica, a eutanásia como homicídio privilegiado.
Também ocorre homicídio privilegiado quando as circunstâncias fáticas diminuíram a capacidade de autocontrole e reflexão do agente. Nos termos da Lei, deve o homicídio ocorrer logo em seguida a uma injusta provocação da vítima que deixe o agente sob o domínio de violenta emoção.
Não será privilegiado, portanto, o homicídio decorrente de ódio antigo, ou que venha a ser cometido tempos depois da agressão da vítima, pois isto retira a suposição de que o agente estava com suas faculdades mentais diminuídas em decorrência de violenta emoção.
Nada impede que um homicídio privilegiado seja também qualificado. Por exemplo, é o caso do agente que utiliza meio cruel para realizar o homicídio sob violenta emoção logo em seguida de injusta provocação da vítima.

### Homicídio culposo
Este delito pode, da mesma maneira, ser provocado em razão de falta de cuidado objetivo do agente, imprudência, imperícia ou negligência. Nesses casos, em que não há a intenção de matar, é culposo o homicídio, é o que ocorre sem animus necandi.
A culpa pode ser consciente, quando o resultado morte é previsto pelo autor do crime mas ele acreditou verdadeiramente que não aconteceria esse resultado ou que ele poderia impedi-lo , ou inconsciente, quando a morte era previsível, mas o agente não a previu, agindo sem sequer imaginar o resultado morte.
Há também o homicídio culposo impróprio o qual o autor do mesmo o comete com intenção de faze-lo devido as circunstâncias que o envolviam e, por exemplo, o levaram a crer que estava em legítima defesa.
O Direito brasileiro não admite tentativa de homicídio culposo.
A culpa pressupõe a previsibilidade do resultado. "Existe previsibilidade quando o agente, nas circunstâncias em que se encontrou, podia, segundo a experiência geral, ter-se presentado, como possíveis, as consequências do seu ato. Previsível é o fato cuja possível superveniência não escapa à perspicácia comum".

#### Causas de aumento de pena
Nos termos do Código Penal Brasileiro, são estas as seguintes causas de aumento de pena no homicídio culposo:
- inobservância de regra técnica de profissão, arte ou ofício. Difere da imperícia na medida em que a imperícia é a falta de conhecimento técnico. Neste caso o agente havia sido suficientemente qualificado, mas deixou de observar os conhecimentos técnicos que adquiriu;
- omissão de socorro. Somente deixa de ser causa de aumento de pena quando é possível perceber de imediato a inutilidade do socorro. Em alguns casos, como nos acidentes de trânsito, mesmo que o socorro venha a ser prestado por terceiro, continua persistindo o aumento da pena, nos termos do código de trânsito brasileiro;
- não procurar diminuir as consequências do ato;
- fuga para evitar prisão em flagrante, sendo que não se caracteriza se havia sério risco de linchamento do autor do crime.

### Hipóteses de exclusão do crime
Existem algumas hipóteses em que, mesmo estando claro que o agente infligiu dano letal em outro indivíduo, não se configura o homicídio:
- Morte causada por fato superveniente, porém absolutamente independente. Ex: A, desfere um tiro em B. Esse disparo seria suficiente para causar sua morte. No entanto, imediatamente após ser acertado, cai um raio na cabeça de B, sendo esse o fato causador de sua morte. (art. 13 do Código Penal)
- Crime Impossível. Ex: A invade um hospital e desfere um tiro em B, o qual lá estava internado. B, entretanto, já havia falecido fazia algumas horas, em razão de uma infecção que contraíra. (art. 17 do Código Penal)
- Erro (inevitável) sobre os elementos do tipo. Ex: A, em plena temporada de caça, acerta B, o qual estava fantasiado de urso. (art. 20 do Código Penal)
- Arrependimento eficaz. Ex: A, objetivando matar B, ministra-lhe uma dose de veneno, sem que este percebe-se. Alguns instantes depois, porém, arrepende-se, dando a B o antídoto. (art. 15 do Código Penal)
- Coação irresistível. Ex: A é coagido a matar B por C. (art. 22 do Código Penal)
- Legítima defesa. Ex: A, imediatamente após ser atingido por B, o qual buscava tirar-lhe a vida a facadas, desfere um tiro de revólver neste. (art. 23 e 25 do Código Penal)
- Estado de necessidade. Ex: A, depois de um naufrágio, mata B, a fim de apropriar-se de seu colete salva-vidas. (art. 23 e 24 do Código Penal)
- Agente inimputável. Ex: A, doente mental, absolutamente incapaz, retira a vida de B. (art. 26 do Código Penal). É importante lembrar que, nessa hipótese, embora a conduta não seja tecnicamente considerada criminosa, ainda é passível de resposta estatal. A, neste caso, será submetido à medida de segurança, que pode consistir em tratamento ambulatorial ou internação em hospital psiquiátrico (art. 97 do Código Penal).
- Embriaguez completa, proveniente de caso fortuito ou força maior. Ex: A cai em um tonel de bebida ou lá é jogado, saindo embriagado, sem ser por sua vontade, e retira a vida de B. (art. 28, § 1º do Código Penal)

## Competência para julgamento
De acordo com as regras processuais penais brasileiras, a competência para julgar os crimes dolosos contra a vida são de competência do Júri popular. O homicídio culposo é julgado por juiz singular.
No Brasil, a competência do Tribunal do Júri, por ter previsão constitucional, se prevalece sobre demais regras de competência, exceto aquelas previstas na própria Constituição Federal de 1988.

## Frequência no Brasil

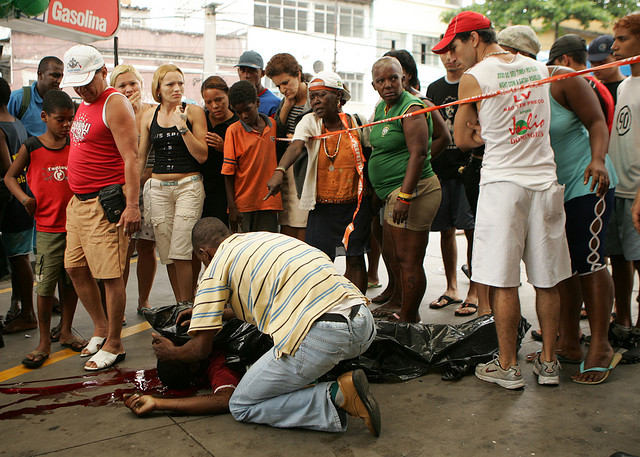
Vítima de homicídio no Rio de Janeiro. Cerca de 52000 pessoas são vítimas de homicídio anualmente no Brasil.

Em 2009 a taxa de homicídios no Brasil foi de 27,2 por 100 000 habitantes. Esse valor porém difere bastante se analisarmos a taxa entre homens e mulheres, sendo 50,7 por 100 000 homens e 4,4 por 100 000 mulheres, como também pela faixa etária, em que o índice chega ao valor de 64,0, entre pessoas de 20 a 24 anos. Entre as unidades federativas, o índice varia de 59,3 em Alagoas a 12,2 em Piauí.